# Mkunwa
Mkunwa ist ein Verwaltungsbezirk (Ward) des Distrikts Mtwara in der tansanischen Region Mtwara an der Grenze zur Region Lindi. 

## Geografie
Mkunwa liegt im Südosten von Tansania etwa 20 Kilometer südwestlich von Mtwara. Die Fläche des Bezirks beträgt 65 Quadratkilometer. Bei der Volkszählung 2022 lebten hier 6534 Menschen in 1854 Haushalten.

## Gliederung
Der Bezirk besteht aus sechs Gemeinden (Mtaa) mit 22 Orten (Kitongoji):
| Nanyati - Tandika - Nanyati - Litumbo | Mnyengedi - Majengo - Nyengedi - Bwawani - Mtapata | Mkunwa - Kibaoni - Madukani - Ngorongoro - Mkadunda | Nachua - Nachua - Mmandamo - Mkwajuni | Kawawa - Shuleni - Sokoni - Mabombwe | Mawindi - Miwindi - Mdenga - Kisiwa - Machembe - Sinde |

## Wirtschaft und Infrastruktur
- Gesundheit: Im Bezirk liegen zwei Apotheken, je eine in den Orten Mkunwa[6] und Kawawa.[7]